# Đá maifan
Đá maifan (tiếng Trung Quốc: 麦饭石 hay 麥飯石) là một loại đá khoáng tự nhiên được sử dụng trong y học cổ truyền phương đông hàng ngàn năm nay. Cuốn sách Bản thảo cương mục có nói: Đá maifan có tính ôn, ngọt, không độc nên còn gọi là đá sinh mệnh hay đá trường thọ. 
Đá maifan là loại đá chứa rất nhiều chất khoáng, ngoài germanium ra còn có 45 khoáng chất khác rất cần thiết cho cơ thể con người. Đá maifan có tính dược nên được ứng dụng để chữa bệnh về da liễu, tiêu hóa, thần kinh, mất ngủ...
1/ Tính chất hút-phân giải vật chất gây hại và kim loại nặng
Vì là loại đá có hàng triệu triệu lỗ nhỏ li ti nên đá maifan có khả năng hút bắt và phân giải những chất ô nhiễm, vi khuẩn có trong nước. Loại trừ mùi và ngăn chặn sự phân hủy (chống thiu, thối rửa). Hút-phân giải kim loại nặng trong nước, trung hòa độc tính trong xi măng, kháng khuẩn, phòng khuẩn, khử mùi. (dùng bỏ trong tủ lạnh, dọn dẹp phế thải trong nhà máy, mỹ phẩm, điều trị da...)
2/ Tính chất cung cấp chất khoáng
Cung cấp các khoáng chất cần thiết cho cơ thể, cung cấp được nhiều khoáng chất nhất khi đặt trong nước. (dùng để tạo nước khoáng, đặt trong bể cá, chậu hoa, muối dưa cà...)  độ PH- điều chỉnh chất lượng và lọc nước
Nước có tính axit hay tính base mạnh nếu cho đá maifan vào thì sẽ chuyển sang tính kềm (PH 7,2-7,4) phù hợp và tốt nhất với cơ thể. Chuyển nước cứng (nhiều vôi và kim loại nặng) thành nước mềm. Hoạt hóa chất lượng nước và lọc sạch nước.
4/ Tính chất hoán đổi ion và tác động dược lý đối với cơ thể
Nhờ chức năng hút bắt và hoán đổi ion nên đá maifan lọc sạch chất bẩn có trong nước. Cung cấp nhiều chất khoáng hữu ích làm cho nước trở thành nước khoáng tốt cho sức khỏe. Kích thích tăng trưởng, hoạt động đầu óc, sinh lý, việc sản sinh và hoạt hóa hooc môn, kích thích hoạt động của tế bào và sự trao đổi chất.
5/ Chứa đựng lượng oxy dồi dào
Khi ngâm đá maifan vào nước sẽ làm gia tăng lượng ôxi và giảm lượng oxy mất đi, hoạt tính hóa nước, đem lại sinh lực cho người dùng.
ứng dụng để bỏ vào bể cá, trong phòng...
6/ Bức xạ tia hồng ngoại
Đá Maifan bức xạ hồng ngoại tác động lên các vật xung quanh, thực phẩm hấp thụ được tia hồng ngoại này sẽ giữ được độ tươi và giúp vị thanh, ngon hơn. Hồng ngoại tuyến xa từ đá maifan còn giúp tăng cường máu lưu thông trong huyết quản. Ứng dụng hiệu quả trong sản xuất, lên men đậu hũ, vật chống sóng điện từ từ thiết bị điện tử, giấy dán tường.